# Шпак балійський
Шпак балійський (Leucopsar rothschildi) — вид горобцеподібних птахів родини шпакових (Sturnidae).

## Поширення
Ендемік індонезійського острова Балі. Історично був поширений у північно-західній третині острова. Чисельність на початку 1900-х років, коли вид був відкритий, становила 300-900 особин, хоча це вважається значною заниженою оцінкою. Відтоді його популяція та ареал різко скоротилися. Незаконне браконьєрство знизило чисельність до критично низького рівня в 1990 році, коли дика популяція оцінювалася у 15 птахів. Заходи з охорони птаха разом із випуском кількох птахів, вирощених у неволі, збільшило популяцію до 35-55 птахів. Однак, незважаючи на чудовий успіх у розмноженні та постійні зусилля щодо збереження, популяція продовжує коливатися, впавши до шести птахів у 2001 році. Постійні випуски підвищили чисельність у національному парку Західний Балі, так що опитування в березні 2005 року виявили 24 особини. У 2008 році популяція становила приблизно 50 птахів. У неволі утримується близько 1000 балійських шпаків.

## Опис
Балійський шпак досягає розміру близько 25 сантиметрів. Оперення біле з чорними кінчиками крил і хвоста. Неоперена шкіра обличчя синього кольору. Очі темно-карі. Дзьоб блакитно-сірий з жовтим кінчиком. Ноги сірувато-блакитні. На голові білий шлейф. Раціон складається з мурах, термітів і гусениць, а також фруктів і насіння.